# Josef Eder
Josef Eder, född 2 maj 1942 i Innsbruck, är en österrikisk före detta bobåkare.
Eder blev olympisk silvermedaljör i fyrmansbob vid vinterspelen 1968 i Grenoble.